# Agaricomycetidae
Sous-classe
Ordres de rang inférieur
- Agaricales
- Amylocorticiales
- Atheliales
- Boletales
- Jaapiales

Les Agaricomycetidae sont des champignons ; ils constituent une sous-classe des agaricomycètes. Le groupe est paraphylétique, fondé essentiellement sur des critères de biologie moléculaire de la phylogénétique. Il comprend cinq clades dont deux plus récemment publiés : les Jaapiales et les Amylocorticiales.

## Description
Les Agaricomycetidae regroupent un grand nombre de champignons (ou sporophore) qui ont des formes spécifiques, où on va retrouver pour la plupart des espèces à forme typique quand le champignon est adulte comme agaricoïde (pied fin, chapeau arrondi et lames) ou encore bolétoïde (pied charnu chapeau arrondi et tubes). Les Athéliales et les Jaapiales présentent des formes corticioïdes et résupinée.

### Hypothèse de la grande diversification des Agaricales et des Boletales
Quant à la disparité du nombre d'Agaricales et, dans une moindre mesure, des Bolétales par rapport aux trois autres ordres peu représentés, il est probable qu'il y a eu des changements dans les taux de répétition de diversification chez les Agaricomycetidae, avec des taux de spéciation augmentant (ou diminuant) les taux d'extinction chez les Agaricales et les Boletales par rapport aux Amylocorticiales, aux Atheliales et aux Jaapiales. Il est tentant de spéculer que l'évolution des morphologies de sporophores agaricoïdes et boletoïdes, qui font défaut chez les Amylocorticiales, les Atheliales et les Jaapiales, pourraient avoir favorisé la diversification des Agaricales et des Boletales. L'évolution des stratégies de vie des ectomycorhiziens pourrait également avoir été une innovation clé chez les Agaricomycetidae, mais cela n'explique pas pourquoi les Atheliales, largement ectomycorhizienes, sont restées un si petit groupe.

### Disproportion du nombre d'espèces
Il y a un déséquilibre frappant dans le nombre d'espèces décrites dans les Amylocorticiales, environ 70 espèces, les Atheliales, environ 95 espèces, et les Jaapiales, deux espèces : Jaapia argillacea et Jaapia ochroleuca, par rapport aux Agaricales, ordre d'environ 13 000 espèces, et les Boletales, circa 1 300 espèces. Dans une certaine mesure cela est probablement dû au sous-échantillonnage des champignons corticioïdes, mais il est difficile de croire que ce biais taxonomique seul peut rendre compte de l'ampleur de cette disparité.

### Schémas des divisions morphologiques

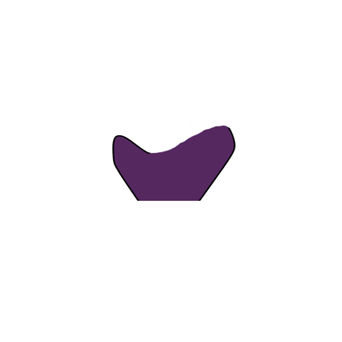
Morphologie corticioïde
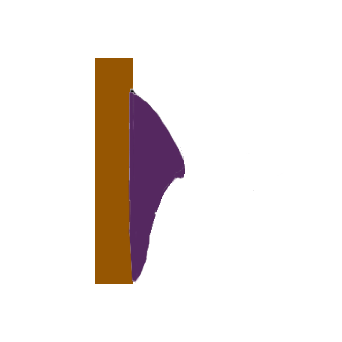
Morphologie résupinée
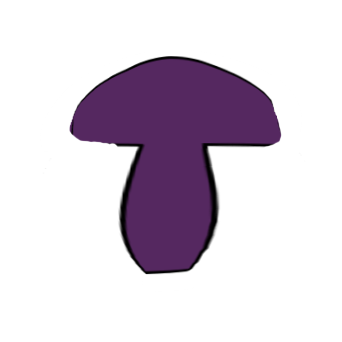
Morphologie bolétoïde
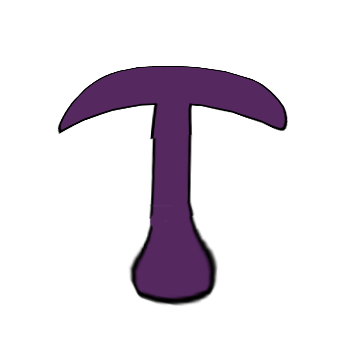
Morphologie agaricoïde
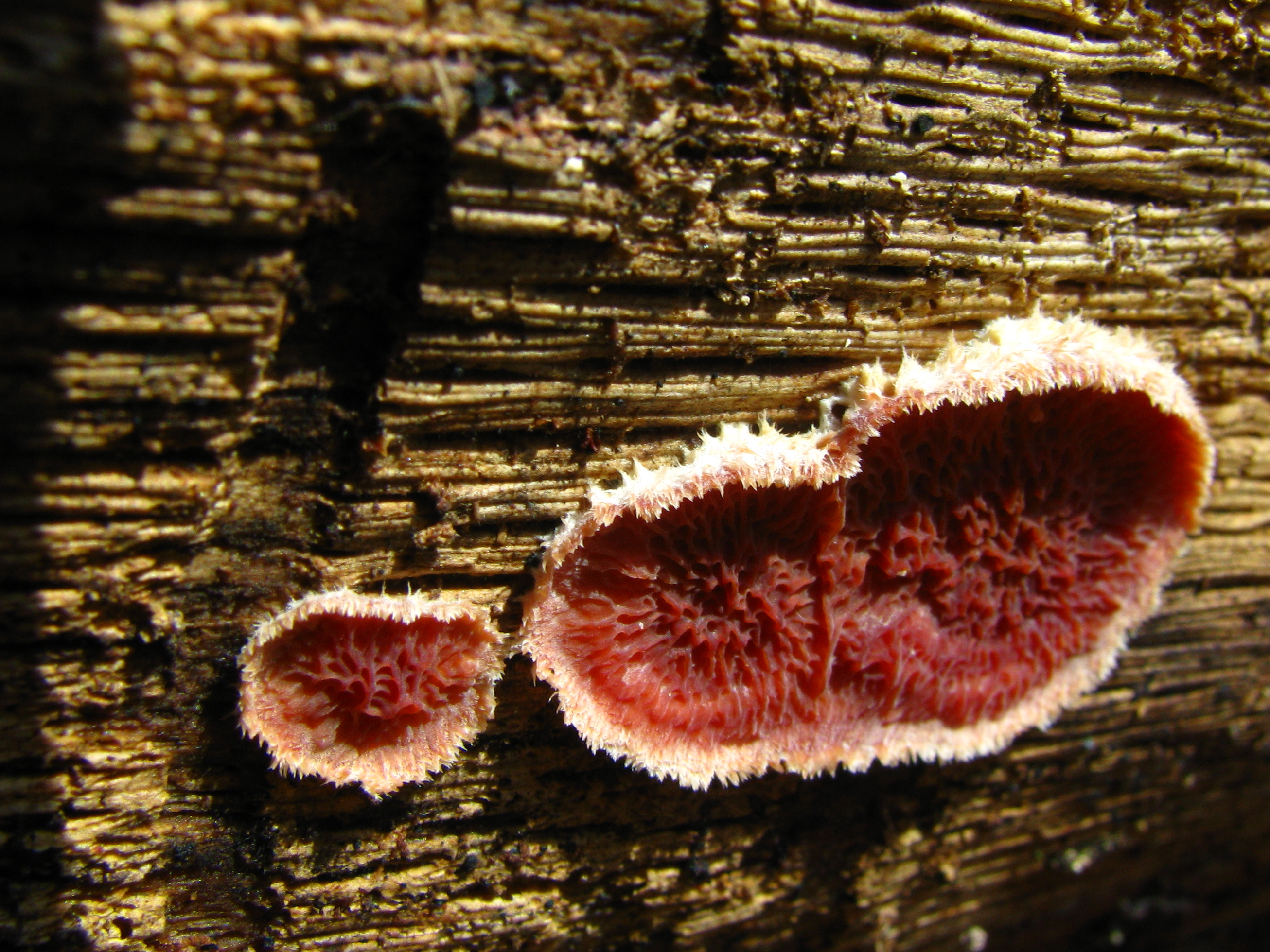
Morphologie corticioïde
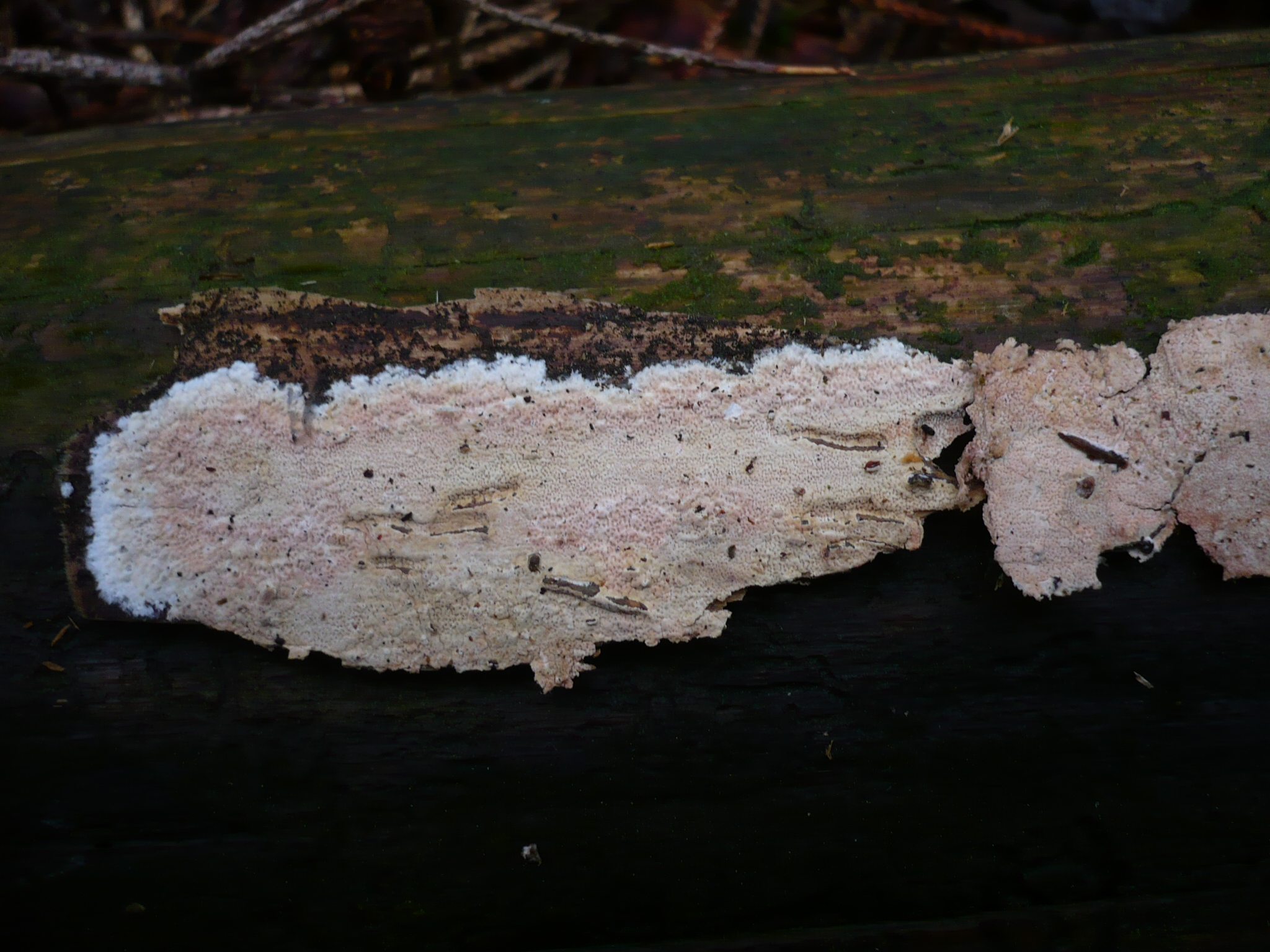
Morphologie résupinée
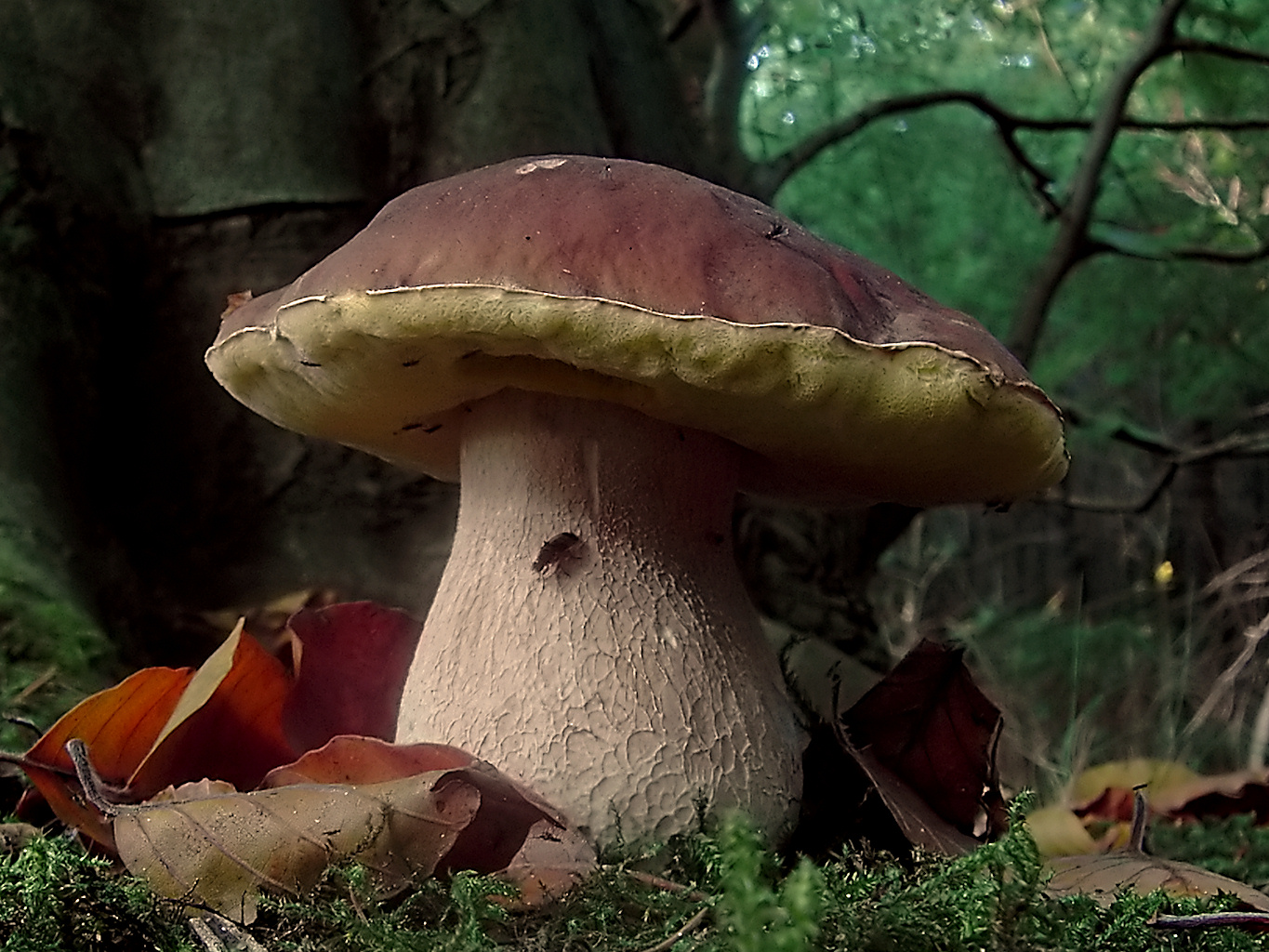
Morphologie Boletoïde
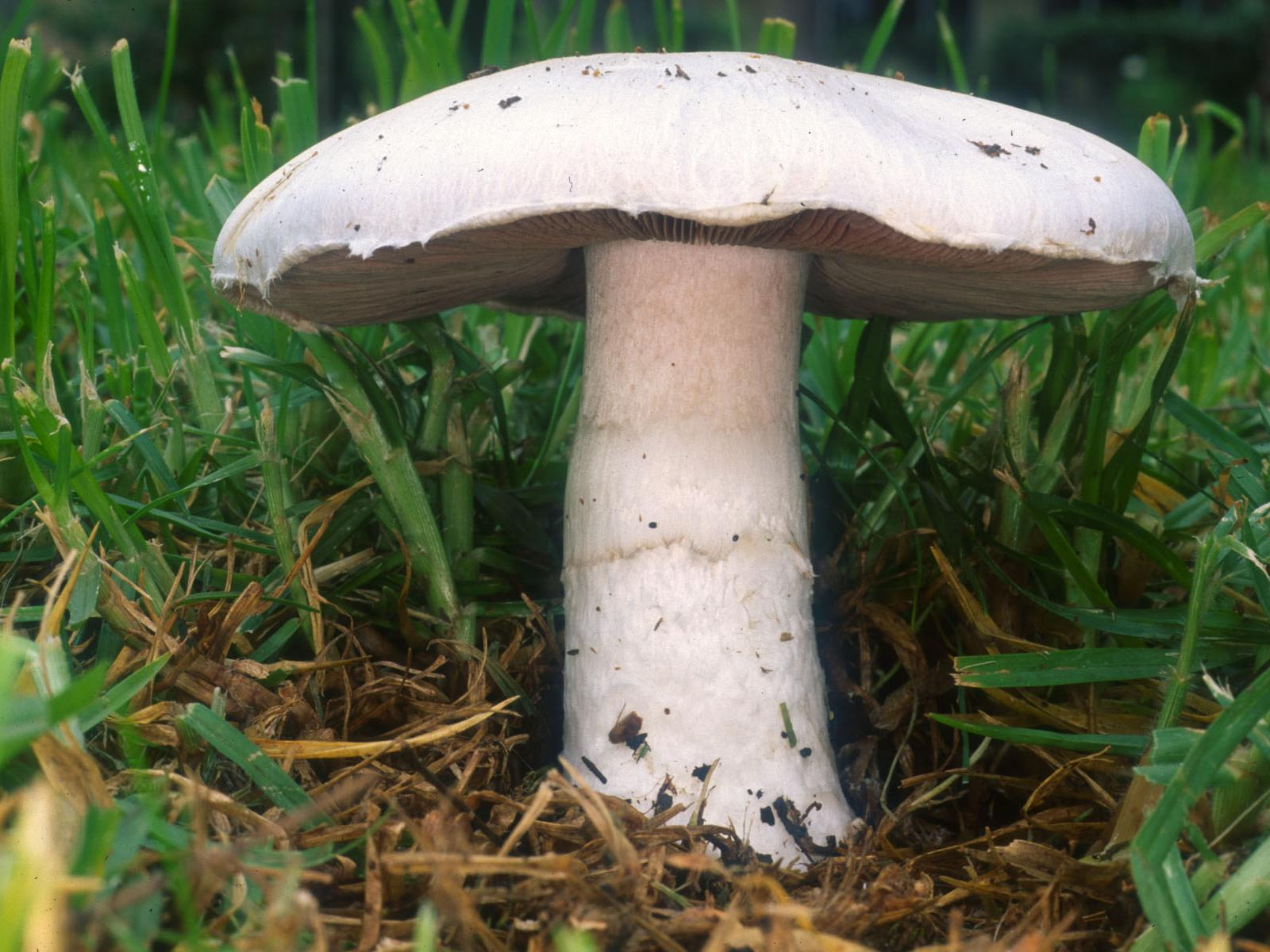
Morphologie Agaricoïde

## Systématique

### Classification
Les spécialistes des Agaricales et des Boletales, principaux groupes des Agaricomycetidae ont récemment, grâce aux analyses de la phylogénétique, développé et créé de nouveaux sous-ordres ou clades pour ces deux groupes. Les résultats sont présentés par une vaste étude phylogénétique réalisée en 2007, réalisée par plus d'une soixantaine de chercheurs, classement adopté par The Tree of Life Web Project et Myconet, et une autre étude plus spécifique l'année précédente, axée sur les boletales.
Enfin, en 2010, un nouvel ordre a été créé pour installer une nouvelle branche les Jaapiales : 

#### Position des Agaricomycetidae
- Agaricomycetes
  - Clade des Sebacinales
  - Clade des Cantharellales
  - Clade des Auriculariales
  - Phallomycetidae
  - Clade des Trechisporales
  - Clade des Hymenochaetales
  - Clade des Gloeophyllales
  - Clade des Corticiales
  - Clade des Russulales
  - Agaricomycetidae
    - Jaapiales
    - Atheliales
      - Boletales

    - Amylocorticiales
    -  Agaricales

#### Classification phylogénique
Phylogramme des Agaricomycetidae
- Agaricomycetidae
  - Jaapiales
  - Atheliales (ou Clade des Athéloïdes)
    - Boletales (ou Clade des Boletoïdes ou Clade des Bolets)
      - Clade des Tapellinae
      - Clade des Coniophorineae
        - Clade des Paxillineae
          - Clade des Suillineae
          - Clade des Sclerodermatineae
          - Clade des Boletineae

  - Amylocorticiales
  - Agaricales (ou Clade des Agaricoïdes ou Clade des Euagarics)
  - Clade des Plicaturopsidoïdes
    - Clade des Marasmioïdes
    - Clade des Hygrophoroïdes
    - Clade des Tricholomatoïdes
    - Clade des PluteoÏde
      - Clade des Agaricoïdes

#### Classification linnéenne
Sous-classe : Agaricomycetidae
- Ordre : Agaricales
- Ordre : Amylocorticiales
- Ordre : Atheliales
- Ordre : Boletales
- Ordre : Jaapiales

## Assemblage paraphylétique de cinq clades
Les Agaricales et les Boletales, deux grands clades essentiellement à morphologie stipe et hyménophore (pied-chapeau), contiennent plus de la moitié des espèces connues de Agaricomycetes. Ils sont imbriqués dans un assemblage paraphylétique de trois clades relativement petits contenant essentiellement des morphologies résupinées (croûte). L'un de ces clades, les Amylocorticiales est nouvellement reconnu. Bien qu'il soit un petit groupe, les Amylocorticiales manifestent de nombreuses tendances de l'évolution évidente à considérer les Agaricomycetes comme un tout. Les Amylocorticiales semblent être primitivement des corticioïdes et semblent avoir subi une évolution répétée sous forme de sporophores et de configuration de type hyménophore, même si aucune de ses morphologies connues ne soit agaricoïde dans le groupe. Les Amylocorticiales sont également d'intérêt certain du point de vue physiologique, étant l'un des clades majeurs des six Agaricomycotina dans lequel le mode de la pourriture brune de la pourriture du bois a évolué.

## Sources
1. 1 2  Binder 2010, p. 878,
2. ↑  
(en) W.P. Maddison, P.E. Midford et S.P. Otto, « Estimating a binary character’s effect on speciation and extinction », Syst Biol, vol. 56,‎ 2007, p. 701–710
3. ↑  (en) David S. Hibbett, Manfred Binder, Joseph F. Bischoff, Meredith Blackwell, Paul F. Cannon, Ove E. Erikson, Sabine Huhndorf, Timothy James, Paul M. Kirk, Robert Lücking, H. Thorsten Lumbsch, François Lutzoni, P. Brandon Matheny, David J. Mc Laughlin, Marta Powell, Scott Redhead, Conrad L. Schoch, Josep W. Spataphora, Joost A. Stalpers, Rytas Vilgalys, Catherine Aime, André Aptroot, Robert Bauer, Dominik Begerow, Gerald L. Benny, Lisa A. Castelbury, Pedro W. Crous, Yu-Cheng Dai, Walter Gams, David M. Geiser, Gareth W. Griffith, Cecile Gueidan, David L. Hawksworth, Geir Hestmark, Kentaro Hosaka, Richard A. Humber, Kevin D. Hyde, Joseph E. ironsise, Urmas Köljalg, Cletus P. Kurtzman, Karl-Henrik Larsson, Robert Lichtwardt, Joyce Longcore, Jolanta Miadlikowsk, Andrew Miller, Jean-Marc Moncalvo, Sharon Mozley Standridge, Franz Oberwinkler, Erast parmasto, Valérie Reeb, Jack D. Rogers, Claude Roux, Leif Ryvarden, José Paulo Sampaio, Arthur Schüßler, Junta Sujiyama, R. Greg THorn, Leif Tibell, Wendy A. Untereiner, Christopher Walker, Zheng Wang, Alex Weir,, Michael Weiss, Merlin M. White, Katarina Winka, Yi-Jian Yao et Ning Zhang, « A higher-level phylogenetic classification of the Fungi », Mycological Research, Elsevier, David L. Hawkworth, vol. III, no 5,‎ 2 mars 2007, p. 509-547 (PMID 17572334, Article, (PDF))
4. ↑  (en) Lumbsch, H.T. & Huhndorf, S.M., 2007. Outline of Ascomycota – 2007. Myconet, 13, 1-58. Lire en ligne
5. ↑  David S. Hibbett, « Molecular systematics and biological diversification of Boletales », Mycologia, vol. 98, no 6,‎ 2006, p. 971-981
6. ↑  
(en) Manfred Binder, K. H. Larson, P. B. Matheny et David S. Hibbett, « Amylocorticiales ord. nov. and Jaapiales ord. nov.: Early diverging clades of Agaricomycetidae dominated by corticioid forms », Mycologia, vol. 103, no 4,‎ 2010, p. 865–880
7. ↑  Les autres sont les Polyporales, les Gloeophyllales, les Boletales, les Agaricales [Fistulina] et les Dacrymycetales; Hibbett & Donoghue, 2001